# Robert Buron

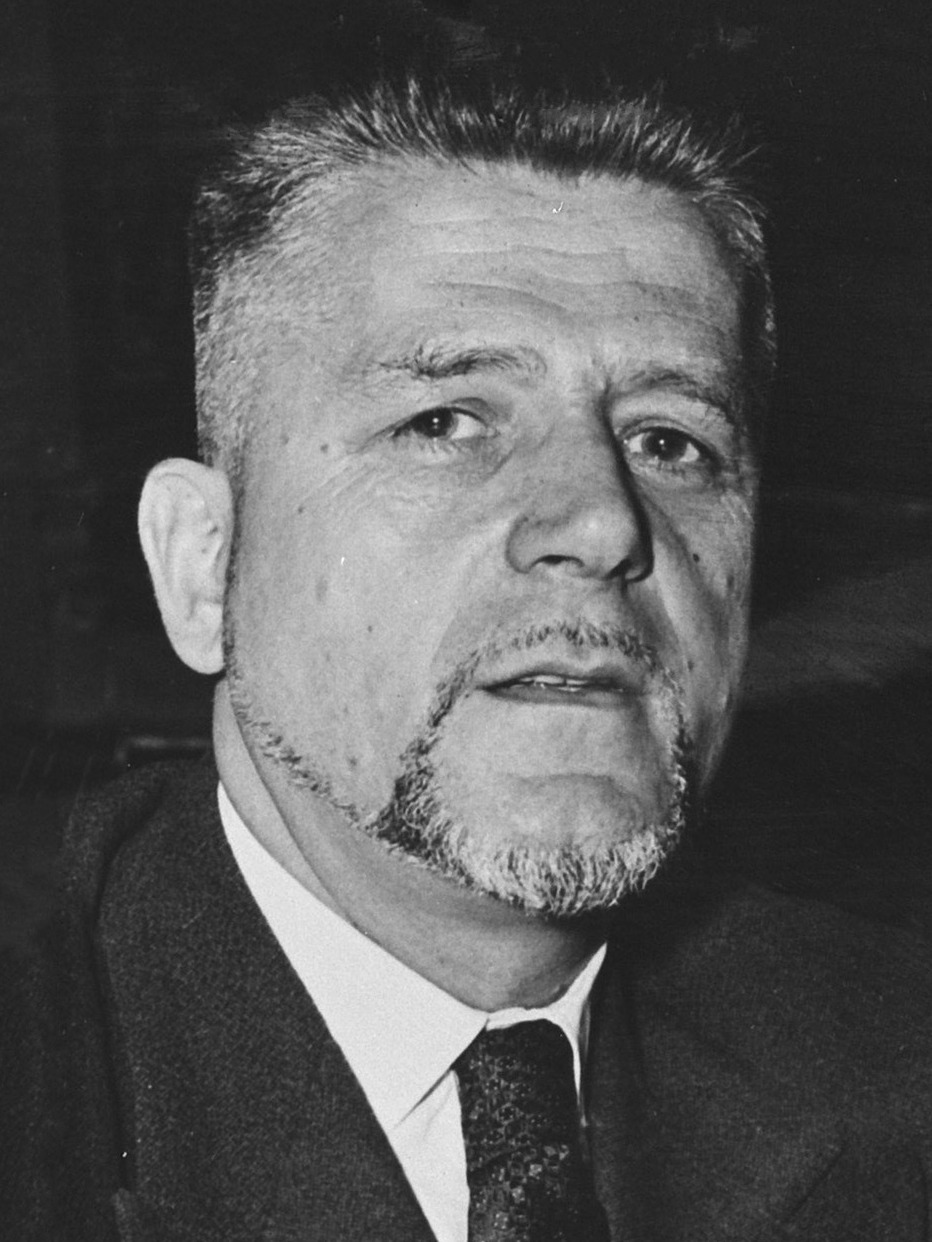
Robert Buron

Robert Albert Gaston Buron (* 27. Februar 1910 im 6. Arrondissement, Paris; † 28. April 1973 im 13. Arrondissement, Paris) war ein französischer Politiker der Mouvement républicain populaire (MRP) sowie zuletzt der Parti socialiste (PS), der zwischen 1946 und 1958 Mitglied der Nationalversammlung, Staatssekretär sowie mehrmals Minister verschiedener Ressorts war.

## Leben

### Studium, Zweiter Weltkrieg und Mitglied derRésistance
Buron, Sohn eines Druckereibesitzers und Urenkel des Dichters Léon-Louis Buron, begann nach dem Besuch des berühmten Lycée Henri IV ein Studium der Rechtswissenschaften an der Universität von Paris. Das Studium, das er zeitweise wegen einer Tuberkulose unterbrechen musste, schloss er mit Auszeichnung ab. Er begann im Anschluss ein postgraduales Studium an der 1872 von Émile Boutmy gegründeten privaten Hochschule École libre des sciences politiques. 1933 begann er seine berufliche Laufbahn und wurde zunächst stellvertretender Leiter der Studienabteilung der Handelskammer von Paris, ehe er zwischen 1937 und 1939 Generalsekretär des Verbandes der Schokoladenhersteller (Syndicat des Chocolatiers) war. 1938 erfolgte seine Promotion zum Doktor der Rechte mit einer Dissertation zum Thema Les obligations du trustee en droit anglais. Seine christdemokratische Überzeugung führte dazu, dass er in dieser Zeit der Parti démocrate populaire (PDP) als Mitglied beitrat.
Nach der Besetzung Frankreichs durch die deutsche Wehrmacht wurde Buron Generalsekretär des Organisationsausschusses der Filmindustrie. Als Gegner des Vichy-Regimes trat er der Widerstandsbewegung Résistance bei, in der er sich in einer christdemokratischen Gruppe engagierte. Er war daneben Mitarbeiter des Generalkomitees für Studien des Nationalen Widerstandsrates CNR (Conseil national de la Résistance) sowie Redakteur der christdemokratischen Zeitschrift Cahiers du Travaillisme français. Für seine Verdienste in der Widerstandsbewegung wurde ihm die Médaille de la Résistance verliehen.
Nach der Befreiung von Paris im August 1944 Verwaltungsdirektor des Fernsehsenders Radiodiffusion Française Télévision Française. Darüber hinaus war er Gründer und Redakteur der Zeitschrift Carrefour, deren Mitherausgeber er bis 1947 blieb. Daneben hatte er eine Professur an der École Nouvelle d’Organisation Économique et Sociale (ENOES) inne und wurde zugleich 1949 Generaldirektor des Nachrichtensenders Gaumont Actualités.

### Vierte Französische Republik

#### Mitglied der Verfassunggebenden Versammlungen

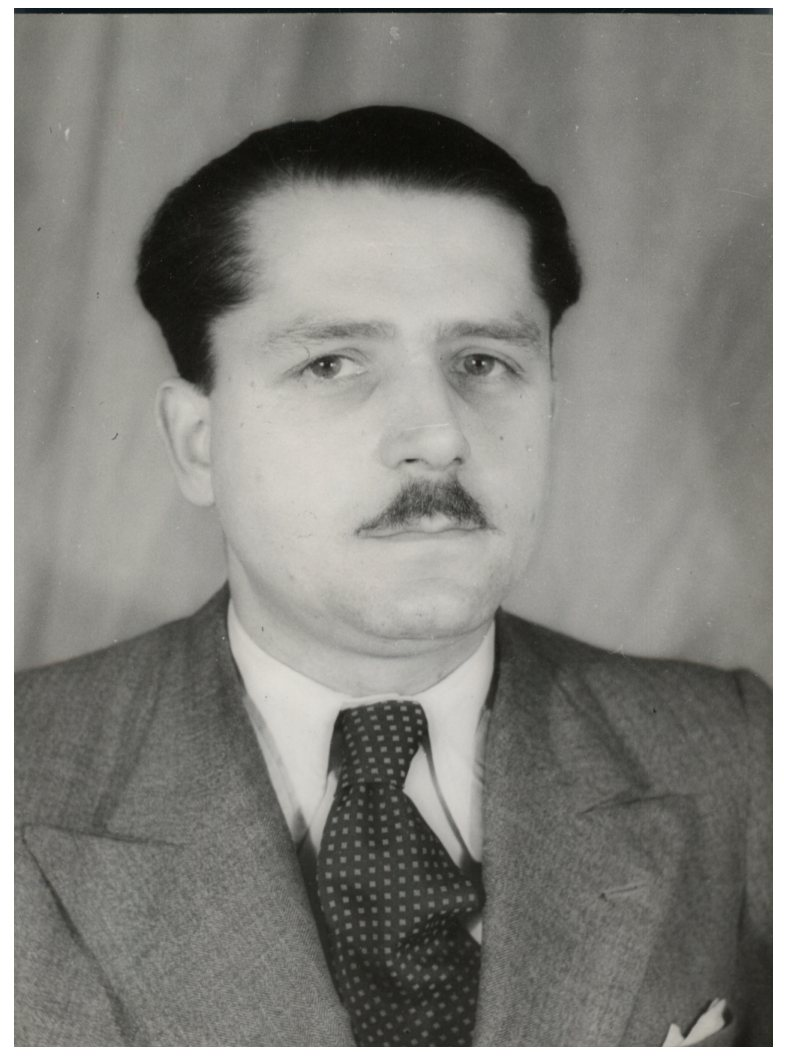
Robert Buron – 1945

Neben seiner beruflichen Laufbahn gehörte Buron zusammen mit Pierre-Henri Teitgen, Georges Bidault und anderen Widerstandskämpfer aus den Reihen der Parti démocrate populaire 1944 zu den Mitgründern der Mouvement républicain populaire (MRP). In dieser Sammlungspartei, die christliche und sozialistische Strömungen vereinigte, wurde er Mitglied des Vorstands. Auf der Versammlung der MRP in Mayenne im Sommer 1945 entschied er sich für eine Kandidatur für die Wahlen zur ersten Nationalen Verfassunggebenden Versammlung (Assemblée nationale Constituante) und wurde dabei von dem Onkel seiner Ehefrau, Simon Faligant, der auch Mitglied des Generalrates des Département Mayenne war, unterstützt. Während des Wahlkampfes im Département Mayenne, in dem vier Mandate zu vergeben waren, erhielt er wegen seines Eintretens für Verwaltungsmitarbeiter den Spitznamen Buron des Burettes. Er erzielte mit 39.629 bei 124.109 abgegebenen Stimmen von 160.530 Wahlberechtigten das beste Ergebnis und wurde somit Mitglied der ersten Verfassunggebenden Versammlung.
Die drei weiteren Mandate gingen an Informationsminister Jacques Soustelle, der auf dem ersten Platz einer Liste der Union républicaine stand und 25.022 Stimmen erhielt, an einen weiteren Kandidaten der MRP, auf den 22.381 Wählerstimmen entfielen, sowie der vierte Sitz an einen Kandidaten der Parti communiste français (PCF). Nach seiner Wahl wurde er Mitglied des Ausschusses für Finanzen und Haushaltskontrolle ( Commission des Finances et du Contrôle Budgétaire) sowie des Ausschusses für Presse, Rundfunk und Kinowesen (Commission de la Presse, de la radio et du cinéma). In diesen Funktionen sprach sich bei den Debatten im Frühjahr 1946 gegen die Verstaatlichung aus.
Bei den Wahlen zur zweiten Nationalen Verfassunggebenden Versammlung vom 2. Juni 1946 kandidierte Buron abermals für die MRP im Département Mayenne. An den Wahlen beteiligten sich 128.994 der 159.108 Wahlberechtigten, wobei die Liste der MRP 41.719 Stimmen erhielt und mit Robert Buron und François Pinçon zwei der vier Abgeordneten stellen konnte. Die beiden anderen Mandaten fielen auf die Parti républicain de la liberté (PRL) mit 35.699 Stimmen sowie die Section française de l’Internationale ouvrière (SFIO) mit 24.816 Wählerstimmen. Er war im Anschluss weiterhin Mitglied der Ausschüsse für Finanzen und Haushaltskontrolle sowie für Presse, Rundfunk und Kinowesen.

#### Wahl zum Mitglied der Nationalversammlung 1946 und Staatssekretär
Bei den daraufhin am 10. November 1946 stattgefundenen Wahlen zur ersten Nationalversammlung der Vierten Republik nahmen 126.660 der 158.340 Wahlberechtigten teil. Abermals lag die MRP im Département Mayenne vorn und konnte mit 42.956 Stimmen mit Buron und Pincon wieder zwei Abgeordnete stellen, während die PRL mit 30.480 Wählerstimmen und die SFIO mit 22.416 Stimmen wiederum jeweils ein Mandat erhielten. Nachdem Pincon im März 1948 sein Mandat niederlegte, rückte für diesen Pierre Elain als Mitglied der Nationalversammlung nach.
Nach seinem Wiedereinzug in das Palais Bourbon wurde Buron am 4. Dezember 1946 wieder Mitglied des Ausschusses für Finanzen und Haushaltskontrolle und zugleich am 15. Juli 1947 auch zum Richter am Obersten Justizgericht (Haute Cour de justice) ernannt, der zu zwei Dritteln aus Abgeordneten und einem Drittel aus anderen Personen bestand. Des Weiteren war er Vize-Vorsitzender der Fraktion der MRP und nahm in diesen Funktionen an zahlreichen Debatten zu wirtschaftlichen und sozialen Themen teil, aber auch zu Debatten zu Kino, Rundfunk und Fernsehen. Im Frühjahr 1949 erlitt er jedoch eine Niederlage bei den Kantonswahlen. Als Vertreter Frankreichs nahm er an den Wirtschaftskonferenzen 1948 in Havanna sowie 1949 in Rom teil.
Am 29. Oktober 1949 wurde Buron von Premierminister Georges Bidault zum Staatssekretär für Wirtschaft im Ministerium für Finanzen und Wirtschaft ernannt und bekleidete diese Funktion bis zum 11. August 1951 auch in der dritten Regierung Bidault, in der zweiten Regierung von Premierminister Henri Queuille, dem ersten Kabinett von Premierminister René Pleven sowie in der dritten Regierung Queuille. In dieser Funktion war er auch stellvertretendes Mitglied der Parlamentarischen Versammlung des Europarates.

#### Wiederwahl 1951 und Informationsminister
Bei den Wahlen vom 17. Juni 1951 kandidierte Buron für die MRP erneut im Département Mayenne, wobei dieses Mal 122.693 der 154.708 Wahlberechtigten ihre Stimme abgaben. Wieder lag die MRP vorne und konnte zwei der vier Mandate erringen: Buron lag mit 53.141 Stimmen sogar vor dem Ergebnis der MRP-Liste, auf die 48.953 Wählerstimmen entfielen. Im Wahlkampf hob er die „doppelte Opposition“ der MRP hervor, und zwar einerseits gegen die systematische Sabotage der parlamentarischen Institutionen durch die PCF, sowie andererseits gegen diejenigen, die mit nichts einverstanden waren. Die beiden anderen Parlamentssitze, die im Département zu vergeben waren, entfielen auf die Rassemblement du peuple français (RPF), die 34.949 Wählerstimmen gewann.
Am 11. August 1951 wurde Buron von Premierminister René Pleven zum Informationsminister (Ministre de l’Information) in dessen zweite Regierung berufen. Ferner wurde er 1951 zum Mitglied des Generalrates des Kanton Villaines-la-Juhel gewählt und gehörte diesem bis 1970 an.

#### Wirtschaftsminister
Im Anschluss ernannte ihn Premierminister Edgar Faure am 20. Januar 1952 zum Wirtschaftsminister (Ministre des Affaires Economiques) in dessen erster Regierung und bekleidete dieses Ministeramt bis zum 8. März 1952. Nach seinem Ausscheiden aus der Regierung wurde er stellvertretendes Mitglied im Ausschuss für parlamentarische Immunität (Commission des immunités parlementaires).
Am 8. Januar 1953 wurde Buron von Premierminister René Mayer in dessen Kabinett berufen und bekleidete abermals bis zum 28. Juni 1953 das Amt des Wirtschaftsministers. In dieser Funktion sah er sich auch als Minister für die Verbraucher, insbesondere auch zum Schutz der Hausfrauen. Gleichzeitig wurde er 1953 Bürgermeister von Villaines-la-Juhel und behielt dieses Amt bis 1970. Nach seinem Ausscheiden aus der Regierung wurde er am 21. Juli 1953 zunächst Mitglied des Ausschusses für nationale Bildung (Commission de l'éducation nationale) sowie am 19. Januar 1954 Mitglied des Finanzausschusses (Commission des finances).
Buron war gegen eine Beteiligung der MRP an der ersten und zweiten Regierung von Premierminister Joseph Laniel vom 28. Juni 1953 bis zum 19. Juni 1954. Dies drückte sich unter anderem darin aus, dass er am 30. Oktober 1953 entgegen seiner Fraktion gegen die Politik Laniels im Indochinakrieg stimmte.

#### Minister für die Überseegebiete und Finanzminister
Die Spannung innerhalb der MRP wurde erneut deutlich als Buron am 19. Juni 1954 die Berufung in die Regierung von Premierminister Pierre Mendès France annahm, der ihn zum Minister für die Überseegebiete (Ministre de la France d’Outre-Mer) ernannte. Auf diesem Ministerposten verblieb er bis zum 20. Januar 1955 und übernahm dann im Rahmen einer Regierungsumbildung von Edgar Faure das Amt als Minister für Finanzen, Wirtschaft und Planung (Ministre des Finances, des Affaires Economiques et du Plan), während Jean-Jacques Juglas ihn im Amt des Ministers für die Überseegebiete ablöste. Das Amt des Ministers für Finanzen, Wirtschaft und Planung übte Buron bis zum 23. Februar 1955 aus. Obgleich die von ihm unterstützte Gründung einer Europäischen Verteidigungsgemeinschaft (EVG) 1954 scheiterte, blieb er Minister in der Regierung Mendès France, um die Entwicklung der Überseegebiete zu fördern.
Nachdem der Nationalrat der MRP die Regierung von Mendès France scharf kritisiert hatte, beabsichtigte Buron, aus der Partei auszutreten. Am 4. Februar 1955 sprach er entgegen der MRP-Fraktion der Regierung das Vertrauen aus. Nach dem Ende der Amtszeit von Premierminister Mendès France blieb er zwar Mitglied der MRP, nahm aber ein zunehmend kritische Position ein.

#### Wiederwahl 1956
Bei den Wahlen vom 2. Juni 1956 sah sich Robert Buron in einer schwierigen Situation, da er nicht nur gegen Kandidaten der Linken und Rechten antreten musste, sondern auch gegen die poujadistische Bewegung, eine populistische politische Strömung kleinbürgerlichen Protestes. Im Wahlkampf stellte er die MRP-Liste als das politische Zentrum heraus, das die Interessen des Département Mayenne am besten vertreten könnte. Dadurch wurde Buron für die rechten und linken Kandidaten sowie insbesondere für die kommunistische PCF zum Feindbild im Wahlkampf in diesem Département. Dabei wurde ein Wahlbündnis zwischen SFIO und Parti radical (PR) eingegangen.
Diesmal nahmen 129.738 der 158.091 Wahlberechtigten an der Wahl teil, bei der die MRP-Liste 36.317 Stimmen erhielt, aber dieses Mal mit Buron nur einen Abgeordneten stellen konnte. Das Centre national des indépendants (CNI) erhielt mit 31.800 Stimmen den zweiten Sitz, während das dritte Mandat an die poujadistische Union et de Fraternité Française ging, die 25.935 Stimmen gewann. Das vierte in diesem Département zu vergebende Mandat fiel an die SFIO, die 11.132 Wählerstimmen auf sich vereinigen konnte.
Nach seinem Wiedereinzug in das Palais Bourbon wurde Buron am 31. Januar 1956 sowohl Mitglied des Presseausschusses als auch Mitglied des Ausschusses für die Überseegebiete (Commission des Territoires d’outre-mer). Am 5. April 1956 erfolgte seine Ernennung zum Mitglied des Ausschusses für Rechnungsprüfung und Haushalt (Commission des comptes et des budgets économiques de la Nation) sowie im Juni 1956 zum Präsidenten des Nationalen Produktionsrates. Zuletzt wurde er am 2. Juli 1957 Mitglied des Ausschusses für Justiz und Gesetzgebung (Commission de la justice et de législation).

#### Haltung im Algerienkrieg und Minister im dritten Kabinett de Gaulle
Während dieser dritten Legislaturperiode nahm er an zahlreichen Debatten teil wie zum Beispiel Anfang Juni 1956 zum Algerienkrieg und unterstrich dabei die Notwendigkeit eines wirtschaftlichen Engagements, während er die Verteidigung eines veralteten Kolonialismus ablehnte. Stattdessen forderte eine Mission französische Hilfe für Afrika, um Teil einer modernen Welt zu werden. Er unternahm zahlreiche Reisen in die Überseegebiet und beteiligte sich am 27. März 1957 nicht an der Vertrauensabstimmung der Regierung von Premierminister Guy Mollet zur Algerienpolitik.
Buron gehörte neben Robert Schuman, René Pleven, Maurice Schumann, Alain Savary, André Armengaud, Paul Alduy, François Giacobbi, Pascal Arighi, Edgard Pisani und Léo Hamon zu einer französischen Parlamentariergruppe, die mit einer Parlamentariergruppe aus der Bundesrepublik Deutschland, zu der Fritz Hellwig, Peter Jacobs, Georg Kahn-Ackermann, Georg Kliesing, Hermann Kopf, Heinz Kühn, Erich Mende, Ludwig Metzger und Walter Scheel gehörten, über Themen wie Europäische Sicherheit, Abrüstung und die Wiedervereinigung Deutschlands diskutierten.
Am 12. Mai 1957 gehörte er der Delegation bei der Wirtschaftskonferenz für Lateinamerika teil. Bei der Abstimmung über die Ernennung der Regierung von Premierminister Maurice Bourgès-Maunoury am 13. Juni 1957 empfahl Buron der MRP-Fraktion mit Nein zu stimmen, während Georges Bidault die Zustimmung empfahl. Letztlich entschloss sich die MRP-Fraktion, sich bei der Wahl der Regierung zu enthalten.
An der Abstimmung über die nachfolgende Regierung von Premierminister Félix Gaillard am 5. November 1957 nahm er nicht teil, um nicht über die Erneuerung der militärischen Kräfte in Algerien mitabstimmen zu müssen, und blieb auch der Debatte nach der Bombardierung der tunesischen Stadt Sakiet Sidi Youssef an der Grenze zu Algerien am 8. Februar 1958 fern. Am 21. Februar 1958 besuchte Buron General Charles de Gaulle in dessen Pariser Büro, um diesem seine Idee zur Bildung der Union der Republikaner vorzustellen, die er bereits Anfang des Jahres in der Wochenzeitschrift Témoignage Chrétien beschrieben hatte. Am 20. April 1958 wurde er abermals zum Mitglied des Generalrates des Kanton Villaines-la-Juhel gewählt und trat während des Wahlkampfes für eine Schlichtung des Algerienkrieges ein.
Am 9. Juni 1958 wurde Buron von Premierminister de Gaulle in dessen drittes Kabinett berufen und übernahm in diesem das Amt des Ministers für öffentliche Arbeiten, Verkehr und Tourismus (Ministre des Travaux publics, des Transports et du Tourisme). Am 7. Januar 1959 erfolgte während seiner Amtszeit die offizielle Inbetriebnahme des elektrifizierten Streckenabschnitts Longueau–Paris-Nord auf der Bahnstrecke Paris–Lille.

### Fünfte Republik

#### Mitglied der Nationalversammlung und Minister
Bei den Wahlen zur ersten Nationalversammlung der am 5. Oktober 1958 gegründeten Fünften Französischen Republik am 30. November 1958 kandidierte Buron für das Wahlbündnis Républicains populaires et centre démocratique, zu dem auch die MRP gehörte. Er wurde im ersten Wahlkreis des Département Mayenne abermals zum Mitglied der Nationalversammlung gewählt.
Am 8. Januar 1959 wurde er von Premierminister Michel Debré als Minister für öffentliche Arbeiten und Transport (Ministre des travaux publics et des transports) in dessen Kabinett berufen und legte daraufhin am 8. Februar 1959 sein Mandat in der Nationalversammlung nieder. Er übte dieses Ministeramt bis zum Ende von Debrés Amtszeit am 16. April 1962 aus. 1959 beauftragte er den Leiter des Generalkommissariats für Tourismus (Commissariat Général au Tourisme), Jean Santeny, mit der Gründung einer Dienststelle, die die französische Bevölkerung zu der Ausschmückung ihrer Städte, Dörfer, Häuser und Bauernhöfe anregen sollte. Aus dieser Dienststelle entstand 1972 der Nationalrat für die beblümten Städte und Dörfer CNVVF (Conseil national des villes et villages fleuris). Aufgrund der Entwicklungen in der Afrikapolitik der Regierung leitete er auch Entscheidung über die Zukunft der Zivilluftfahrt in die Wege wie zum Beispiel den Ausbau des Flughafens Nizza. Während dieser Zeit gehörte neben dem Staatsminister sowie Minister für Algerienangelegenheiten Louis Joxe und anderen am 18. März 1962 zu den Unterzeichnern der Verträge von Évian, in denen zwischen Frankreich und der Nationalen Befreiungsfront Algeriens FLN (Front de Libération Nationale) mit der Proklamation eines Waffenstillstandes der Algerienkrieg zum 19. März 1962 beendet wurde.
Er bekleidete das Amt des Ministers für öffentliche Arbeiten und Verkehr auch in der nachfolgenden ersten Regierung von Premierminister Georges Pompidou vom 16. April 1962 bis zu seinem Rücktritt am 16. Mai 1962. Sein Nachfolger in diesem Ministeramt wurde daraufhin Roger Dusseaulx, der bisherige Beigeordnete Minister beim Premierminister für die Beziehungen zum Parlament.

#### Tätigkeit für die OECD und Bürgermeister von Laval
Nach seinem Ausscheiden aus der Regierung wurde Buron 1962 Präsident des Zentrums für Entwicklung der Organisation für wirtschaftliche Zusammenarbeit und Entwicklung (OECD) und verblieb bis 1966 in dieser Funktion.
Daneben war er von 1963 bis 1970 Vorsitzender des Expansionsausschusses des Département Mayenne sowie 1964 Präsident der École Nouvelle d’Organisation Économique et Sociale. Nach dem Parteitag der Parti socialiste (PS) in Épinay-sur-Seine trat Buron der PS bei. Zuletzt fungierte er von 1971 als Nachfolger des ehemaligen Senators Francis Le Basser bis zu seiner Wahlniederlage kurz vor seinem Tod 1973 als Bürgermeister von Laval. Sein Nachfolger als Bürgermeister wurde André Pinçon, der zwischen 1986 und 1988 auch Mitglied der Nationalversammlung war.
Aus seiner am 12. Juli 1938 geschlossenen Ehe mit Marie-Louise „Melle“ Trouillard ging die Tochter Martine Buron hervor, die zwischen 1984 und 1994 Mitglied des Europäischen Parlaments war und dort die Parti socialiste vertrat.
Ihm zu Ehren wurde das Lycée Robert Buron in Laval benannt.

## Veröffentlichungen
- Les obligations du trustee en droit anglais. Dissertation. 1938.
- Cahiers du travaillisme français. 1944.
- mit Pierre Brisset: Les Méfaits économiques et moraux des timbres-primes: devant l’pinion, le Conseil économique et l’Assemblée nationale. 1950.
- mit Rodolphe Rubattel: Chambre de commerce suisse en France. Annuaire franco-suisse: 1951–1952. 1951.
- mit Pierre Badin: Aux sources de la productivité américaine: premier bilan des missions françaises. 1953.
- mit Jean-Marie De Lattre: L’Entreprise dans l'économie moderne américaine: les raisons de son succès. 1953.
- Carnets politiques de la guerre d'Algérie: par un signataire des accords d’Évian. 1955.
- Les Pays sous-développés. 1958.
- Dynamisme des États-Unis, recueil d'articles parus dans la presse, 1950–1957. 1963.
- Le plus beau des métiers. 1963.
- Carnets politiques de la guerre d'Algérie : par un signataire des accords d'Évian. 1965.
- Decision-making in the Development Field. 1966.
- Les dernières années de la IVe République, carnets politiques. 1968.
- mit Jean Offredo: Demain la politique, réflexions pour une autre société. 1970.
- Pourquoi je suis de nouveau candidat? 1972.
- mit Jean Offredo: Par goût de la vie. 1973.
- La Mayenne et moi ou de la démocratie chrétienne au socialisme. posthum. 1978.

## Hintergrundliteratur
- Marcel Launay: Robert Buron. Paris 1993, ISBN 2-7010-1276-7.